# Ďučeři

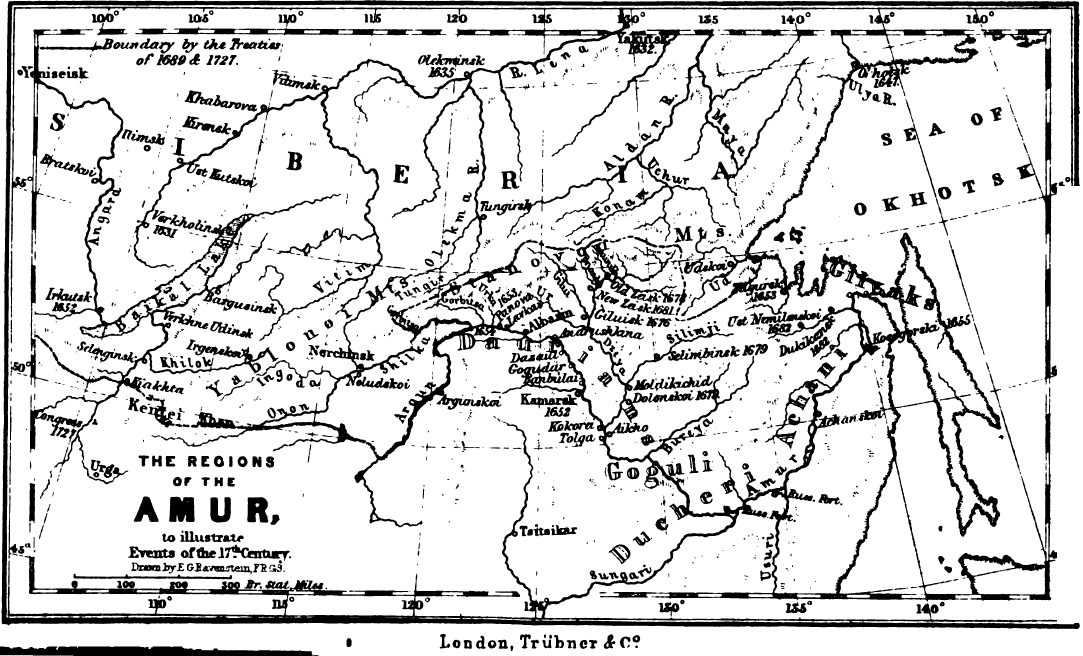
Předpokládané oblasti rozšíření Daurů, Dučerů a Gogulů v polovině 17. století, ilustrace knihy The Russians on the Amur E.G.Ravernsteina, 1861

Ďučeři či Dučeři (rusky  дючеры, дучеры) je ruský název zřejmě tunguzského národa žijícího od 13. do poloviny 17. století na středním toku Amuru, přibližně od ústí Zeji po ústí Ussuri a poněkud dále po proudu.

## Historie
Z archeologického hlediska se ďučerská kultura vydělila ve druhé polovině 13. století jako následník kultury amurských Džürčenů. Podle zpráv ruských průkopníků 17. století byli Ďučeři zemědělci, stejně jako jejich příbuzní Gogulové (žijící v povodí Zeji) a severozápadní sousedé Dauři. Pěstovali žito, pšenici, ječmen, oves, proso, pohanku, vignu čínskou a konopí, na zahradách zeleninu. Chovali koně, skot a zejména prasata. Orali pomocí dřevěných rádel, zapřahali býky. Součástí jejich hospodářství byl i rybolov a lov. Zpracovávali kovy. Bylo jich přes 14 tisíc.
Jejich politickými centry byla hradiště, vesměs zděděná po předchozích národech, Džürčenech a Moche. Jedním za zachovalých ďučerských archeologických nalezišť je takzvané Grodekovské hradiště (Гродековское городище) u vesnice Grodekovo na Amuru jižně od Blagoveščenska v Amurské oblasti. Z archeologického výzkumu plyne, že vzniklo na přelomu prvního a druhého tisíciletí n. l. a zaniklo v polovině 17. století. Mělo značný rozsah, po obvodu 3 km. Jerofej Chabarov ho k roku 1652 popsal pod jménem Ajťun, jménem, které odpovídá jménu města Ajgun na protějším břehu Amuru, původně mandžuské pevnosti založené v 80. letech 17. století.
Ruští kozáci vybírali od Ďučerů (a Daurů a dalších amurských národů) daň (jasak) krátce v polovině 17. století, násilné chování Rusů však vedlo k útěku obyvatelstva na jih, navíc mandžuská vláda říše Čching (v rámci rusko-čchingské války) rozhodla o přesídlení amurských národů na své území v jižním Mandžusku, aby zbavila Rusy potravinové základny. Přesídlení proběhlo v 50. letech 17. století.
Za potomky Ďučerů jsou občas pokládáni Nanajci, Ulčové a další národy regionu. Historik Dálného východu Boris Polevoj Ďučery (minimálně část sídlící na Sungari a Ussuri) přímo ztotožnil s Nanajci.
Mnohem rozšířenější je však mínění vyslovené už v 19. století, že Ďučeři byli větví Džürčenů (resp. Mandžuů), která se po přesídlení na jih s Mandžuy splynula a jako samostatné etnikum zanikla. Zatímco Nanajci pocházejí z východněji od nich žijících Ačanů a Natků a na bývalá ďučerská území přišli až po ďučerském odchodu na jih.